# Poul Hartling
Poul Hartling (30 de agosto de 1914 - 2000) foi um político da Dinamarca. Ocupou o cargo de primeiro-ministro da Dinamarca.